# بيترلسينا
بيترلسينا، (بالإنجليزية: Pietrelcina)‏، هي مدينة و(بلدية) في مقاطعة بينيفينتو في منطقة كامبانيا بجنوب إيطاليا. إنه مسقط رأس القديس بيو في بيترلسينا (بادري بيو).

## السكان
في سنة 1861 بلغ عدد السكان 2٬986 نسمة، وتطور العدد ليصل في سنة 2011 لـ 3٬081 نسمة.
يظهر هذا المخطط البياني تطور النمو السكاني لـ بيترلسينا

## توأمة
لبيترلسينا اتفاقيات توأمة مع كل من:
- Wadowice [الإنجليزية]‏
- ألاتري
- سان جوفاني روتوندو

## أعلام
- بادري بيو